# Tabanus holtzianus
Tabanus holtzianus är en tvåvingeart som först beskrevs av Günther Enderlein 1927.  Tabanus holtzianus ingår i släktet Tabanus och familjen bromsar.
Artens utbredningsområde är Grekland. Inga underarter finns listade i Catalogue of Life.